# 星野恵梨
星野恵梨（ほしの えり、1983年10月21日 - ）は、日本のプロボウラー。岐阜県出身。JPBAライセンスNo.546、第49期生（2016年交付）。AC GRAND所属。身長: 166cm。血液型: A型。元LBOプロボウラー。父はプロボウラーの星野宏幸。

## 来歴・人物
ボウリングを始めたのは、中学生の頃のこと。しかし、面白さが分からず、すぐ部活のバドミントンに夢中になる。
高校生の時、同じ高校の先輩に「高校総体に出たいから」と頼まれて、ボウリングのボールを持って僅か1か月で入賞と、個人ハイ・ゲームを獲得した。
そのまま頼まれては試合出場を繰り返す。ボランティアに参加した経験から、介護福祉士になりたいという夢を持つ。
その頃に知り合った日本代表選手にボウリングを教わる為に京都へ。その後、父・宏幸から滅多に口にしない「帰ってきて欲しい。一緒にボウリングがしたい」の言葉に、地元・岐阜に戻ることを決めた。
その後からは、父・宏幸と一緒にボウリングをしながら、国体選手へ。と同時に、もう一つの夢だった介護福祉士の道へと進む。3年間現場で実技と知識をたたき込み、国家資格・介護福祉士となる。これまでの介護福祉士経験は、10年に及ぶ。
その頃、当時 用品契約をしていた会社からLBO加入を薦められる。LBOプロ試験を受け、プロボウラーとなる。LBOライセンス№33。キャッチフレーズは「堅忍不技のシャイニングスター」。
2013年 DHCレディスボウリングツアー2013 ダブルスチャレンジにおいて、ずっとお世話になっていた清水弘子プロとダブルスを組み、プロ初優勝を飾る。
その後、LBOが2013年末に解散となり進路を迷っていると母・眞由美から「お父さんの夢は、一緒にプロ活動をしたいらしいよ」と聞かされる。LBO解散直前に入院生活を送っていたこともあり、体力も金銭面も余裕が無かったが「お父さんとお客さんの為に、正真正銘のプロになってやる」と決めお金を貯めて、毎日投げ込んでいざJPBAプロテストへ。2016年5月に見事一発合格を果たす。成績は5位。第49期生、ライセンス№546。
「私は父がボウリングをしてくれていたからボウリングとも出会えたし、病気とも闘えたし、仲間(JPBA 50期 ライセンス№565 福島 一美プロ、PBA 高坂 麻衣プロ、JPBA 48期 ライセンス№531 福原 明美プロとはLBO時代から親友であり、同郷・岐阜県出身のJPBA 47期 ライセンス№514 小久保 実希プロとは大親友である。)と師匠(JPBA 48期 ライセンス№1214 福丸 哲平プロ)とも出会えた。私の歩いてきた道は、全て財産です」
師匠(コーチ):星野 宏幸、福丸 哲平。尊敬するプロ:星野 宏幸。母・眞由美もアマチュアの強豪であり、「岐阜オープンボウリング選手権」で3大会連続(第13・14・15回)アマチュア優勝している。2005年の第15回大会では、父・宏幸がプロ部門で優勝しており、アベック優勝を果たしている。星野 恵梨 本人も、2011年の第19回大会でアマチュア優勝している。
抱負・目標:多くの人にボウリングの楽しさを伝えたい。座右の銘:感謝の気持ちを忘れない。結果がついてこない努力は努力とは言えない。
2016年、ポイント・ランキング82位。2017年、ポイント・ランキング57位。2018年、ポイント・ランキング30位。2019年、ポイント・ランキング21位。2020-2021年、ポイント・ランキング39位。2022年、ポイント・ランキング42位。
2019年 第14回 MKチャリティカップにてJPBA初優勝(LBO在籍時を含め2勝目)。優勝インタビューにて両親への感謝の気持ちを伝え、優勝副賞の車を「両親にプレゼントします」とコメントした。父・宏幸と共に、2勝目を目指す。
2020年4月9日、交通事故に遭うも懸命のリハビリにより復活。スカイAカップ プロボウリングレディース新人戦で5位入賞。

## 戦績
2012年
- DHCレディースボウリングツアー2012 U-30第4戦 2位

2013年
- DHCレディースボウリングツアー2013 第2戦 3位

- DHCレディースボウリングツアー2013 ダブルスチャレンジ 優勝

2016年
- 第11回MKチャリティカップ 19位

2017年
- 公益社団法人日本プロボウリング協会創立50周年記念大会 32位
- ROUND1 CUP LADIES 17位タイ
- 第40回 ジャパンオープンボウリング選手権 30位
- 第40回JLBCクイーンズオープンプリンスカップ 33位
- ｢HANDA CUP｣･第49回全日本女子プロボウリング選手権大会 29位

2018年
- スカイAカップ 第39回 関西オープン 42位
- スカイAカップ プロボウリングレディース新人戦 30位
- 第13回MKチャリティカップ 36位
- ROUND1 GRAND CHAMPIONSHIP BOWLING JPBA決勝大会 17位タイ
- 第41回JLBCクイーンズオープンプリンスカップ 5位
- ｢HANDA CUP｣･第50回全日本女子プロボウリング選手権大会 11位

2019年
- 2019宮崎プロアマオープントーナメント 19位
- グリコセブンティーンアイス杯第7回プロアマボウリングトーナメント 17位
- 第35回 六甲クイーンズオープントーナメント 31位
- 中日杯 2019 東海オープンボウリングトーナメント 33位
- スカイAカップ プロボウリングレディース新人戦 14位
- 第14回MKチャリティカップ 優勝　YouTube
- 全卸連プレゼンツJPBA☆SSSカップ2019 5位
- ｢HANDA CUP｣･第51回全日本女子プロボウリング選手権大会 49位

2020年
- スカイAカップ プロボウリングレディース新人戦 5位
- 第36回 六甲クイーンズオープントーナメント 22位
- 第1回 大岡産業レディースオープントーナメント 15位
- 2020 APA PRESENTS KING'S & QUEEN'S プロボウラーズトーナメント 30位
- 全卸連プレゼンツJPBA☆SSSカップ2020 17位

2021年
- 第37回 六甲クイーンズオープントーナメント 19位
- 第43回 STORMジャパンオープンボウリング選手権 48位
- 第2回 大岡産業レディースオープントーナメント 11位
- ｢HANDA CUP｣･第53回全日本女子プロボウリング選手権大会 50位

2022年
- グリコセブンティーンアイス杯第9回プロアマボウリングトーナメント 32位
- 第38回 六甲クイーンズオープントーナメント 31位
- 第3回 大岡産業レディースオープントーナメント 31位
- 第15回MKチャリティカップ 55位
- 中日杯 2022 東海オープンボウリングトーナメント 43位
- 第44回 STORMジャパンオープンボウリング選手権 17位
- 全卸連プレゼンツJPBA☆SSSカップ2022 23位
- 2022 APA PRESENTS KING'S & QUEEN'S プロボウラーズトーナメント 43位
- 第43回JLBCクイーンズオープンプリンスカップ 18位
- ｢HANDA CUP｣･第54回全日本女子プロボウリング選手権大会 15位

2023年
- 第39回 六甲クイーンズオープントーナメント 30位
- 2023ちゃおちゃおハウス 女子ボーリングトーナメント 20位
- ROUND1 GRAND CHAMPIONSHIP BOWLING 2023 JPBA決勝大会 9位T
- 第30回千葉オープン女子ボウリングトーナメント 31位
- 全卸連プレゼンツ JPBA☆SSSカップ2023 女子 35位
- 第44回 JLBCクイーンズオープンプリンスカップ 28位
- ｢HANDA CUP｣･第55回全日本女子プロボウリング選手権大会 39位

2024年
- グリコセブンティーンアイス杯第11回プロアマボウリングトーナメント 43位

2025年
- 中日杯 2025 東海オープンボウリングトーナメント 18位